# 고닌 지진
고닌 지진(일본어: 弘仁地震 こうにんじしん[*])은 818년 7월 경(고닌 9년) 일본 간토 지방에서 일어난 지진이다. 고즈케국과 무사시국(현대의 군마현에서 사이타마현 지역)에서 피해가 집중되었다.
간토 지방 북부에 일어난 지진으로 규모는 최소 M7.5로 추정되며, 간토 지방 전역에 일본 기상청 진도 계급 기준 5급 이상의 진동을 느낀 것으로 추정하고 있다. 특히 피해가 가장 컸던 고즈케국 및 무사시국 지역은 진도 6 이상의 진동이 있었던 것으로 추정된다.
여러 문헌에서는 지진으로 일어난 산사태 및 액상화현상으로 다수의 사망자가 발생했다고 기록되어 있다. 유취국사에서는 산 골짜기들이 무너지고 수많은 사람들이 이에 파묻혀 죽었다는 기록이 남아 있다.
지진고고학 분석에서는 1923년 간토 대지진과 비슷한 간토 지진의 일종으로 보는 주장도 있으며 가즈사, 아와에서는 지진 기록이 없으며 쓰나미가 덮쳤다는 기록도 없었다는 것을 근거로 하기와라 다카히로(萩原尊禮, 1982) 교수는 내륙에서 일어난 직하형지진이라고 추정했다.

## 같이 보기
- 미나미칸토 직하지진

## 참고 문헌
- 萩原尊礼ほか (1982). 《古地震 -歴史資料と活断層からさぐる》. 東京大学出版会. 2015년 1월 29일에 원본 문서에서 보존된 문서. 2020년 4월 10일에 확인함.